# Umberto Zanotti Bianco
Umberto Zanotti Bianco (La Canée, 22 de enero de 1889 - Roma, 28 de agosto de 1963) fue un arqueólogo, ecologista, filántropo y político italiano, enamorado del Mezzogiorno.

## Biografía
Nacido en Creta de padre piamontés y de madre inglesa, descubre Calabria tras el terremoto de Mesina de 1908. Decide hacer todo lo posible para mejorar las condiciones de vida de los habitantes del Sur de Italia y funda con ese objetivo la Associazione nazionale per gli interessi del Mezzogiorno d'Italia y se instala en 1912 en la Regio de Calabria.
Conoce a Paolo Orsi en 1911 y desde entonces se enamora de la arqueología. Se une a numerosas acciones sociales para crear bibliotecas, escuelas, jardines de infancia, centros vacacionales... En 1920, funda y preside la Società Magna Grecia para ayudar económicamente a los trabajos de Orsi; a su vez, promueve varias catas arqueológicas por la llanura de Síbari.
Voluntario en la Primera Guerra Mundial, recibió al finalizar la contienda una medalla militar. Decide entonces comprometerse en la vida política y combatir el naciente Fascismo. Oponiéndose a Benito Mussolini, y comprometido con los intelectuales antifascistas, fue puesto bajo estrecha vigilancia policial y en 1926 tuvo que abandonar Italia. Viajó por Palestina y Egipto, y más tarde por Transjordania, donde efectuó numerosas catas arqueológicas.
Fundador del Archivio Storico per la Calabria e la Lucania (1931), el partido fascista le prohíbe proseguir sus trabajos en la región de Síbari. Por esa época conoce a Paola Zancani Montuoro, con la que investiga en el Hereo y las fuentes del río Sele, donde quieren encontrar los textos de Estrabón. Perseguido por las autoridades, la Società Magna Grecia ha de disolverse y Zanotti Bianco la inscribe bajo el nombre de Sociedad Paolo Orsi. Continúa con Paola Zancani Montuoro sus investigaciones, a pesar de la vigilancia policial y los numerosos obstáculos administrativos. Arrestado al comienzo de la Segunda Guerra Mundial, en enero de 1941 es detenido junto a Paola Zancani Monuoro, primero en Paestum y después en Sant'Agnello.
Nombrado presidente de la Cruz Roja Italiana (1944-1949) y de la asociación para el amparo de la naturaleza y de los monumentos Italia Nostra, fue nombrado Senador vitalicio en 1952 y entregó el conjunto de sus bienes a la Società Magna Grecia, reconstituida en 1954 y promotora de los nuevos Atti e Memorie.

## Trabajos
- Heraion alle Foce del Sele, 2 volúmenes, con P. Zancani-Montuoro, 1951-1954
- Grossgriechenland, con L. von Matt, 1961.

## Anexos
- Hrand Nazariantz, cuyo asentamiento Nor Arax, que Zanotti ayuda a fundar para los refugiados armenios en la región de Bari